# Kingdom Holding Company
Pour les articles homonymes, voir KHC.
Kingdom Holding Company ou KHC est une holding d'investissement saoudienne. Il s'agit de la plus importante société privée d'Arabie saoudite ainsi que la deuxième société la plus importante quant au chiffre d'affaires après la compagnie pétrolière Aramco. Elle est dirigée par le prince Al-Walid ben Talal Al Saoud et son siège social est à Riyad dans la tour du Kingdom Centre. Elle a été fondée en 1980 par la reprise du portefeuille de la société Kingdom Establishment for Commerce and Trade.
En mai 2022, le fonds souverain saoudien acquiert 16,87 % du capital de la société pour 1,5 milliard de dollars.

## Participations du groupe

### Secteurs d'activités
La société investit dans le développement immobilier (résidentiel et tertiaire), l'hôtellerie et le tourisme, les médias, les services financiers, le transport et la logistique, la santé et les nouvelles technologies. Elle est implantée en Arabie saoudite et à l'étranger.
Son portefeuille de participations est l'un des plus importants au monde. Il est évalué en 2022 à 13,9 milliards de dollars.

### Finance et assurance
- Citigroup (5 %)
- Banque Saudi Fransi (16,5 %)
- Legal & General

### Immobilier et hôtellerie
- Kingdom Centre (plus grand centre commercial d'Arabie saoudite et plus haute tour de Riyad)
- Kingdom City (résidence fermée située au nord de Riyad pour les expatriés occidentaux)
- Jeddah Tower (actuellement en construction, sera le plus haut gratte-ciel du monde à son achèvement)
- Kingdom Hôtel Investments (100 %) (filiale hôtelière du groupe)
- Kingdom Riyadh Land (1600 hectares de terrains constructibles en bordure de la ville de Riyad)
- Jeddah Economic City (33,5 %)
- Songbird Estates (dans le quartier londonien de Canary Wharf)
- Mövenpick Hotels & Resorts (33,3 %)
- Four Seasons Hotel (23,75 %)
- AccorHotels (5,8 %)
- L'Hôtel George V à Paris via la Kingdom 5 KR 35 Group (100 %)
- L'Hôtel Savoy à Londres (59 %)
- L'hôtel Plaza à New York (25 %)

### Santé
- Medical Services Projects Company
- Kingdom Hospital & Consulting Clinics (centre de soins et hopital situé dans Kingdom City)

### Transport et logistique
- Flynas (37,1 %)
- Saudia Airline (34,8 %)
- Nasjet
- Lyft (1,50 %)

### Nouvelles technologies et médias
- Rotana (100 %)
- JD.com (5 %)
- Baidu
- Tencent
- Alibaba
- Kingdom Africa Management
- X
- xAI[6]

### Pétrole et énergie
- National Industrialization Company (100 %)
- TotalEnergies

### Capital-investissement et hedge fund
- FIVE Capital Fund
- M&G

### Loisirs et divertissements
- Euro Disney (jusqu'à l'OPA de The Walt Disney Company en 2017) (10 %)

### Éducation
- Kingdom School Company (47 %)

## Anciennes participations
- Citigroup (590 millions de $ en 1991 dans Citicorp devenu Citigroup en avril 1998 après fusion avec Travelers Group)
- Apple (115 millions de $ soit 5 % en 1997)
- Motorola (300 millions de $ en 1997)
- News Corporation (400 millions de $ soit 5 % en 1997, augmenté à 600 en 1999)
- Planet Hollywood (24 % de société en 1997)
- Netscape en 1997 intégré à AOL puis Time Warner, 1 milliard de $ supplémentaire entre 2001 et 2002)
- Amazon (50 millions $ en 2000)
- AOL/Time Warner (146 millions de $)
- Parc Disneyland au travers d'Euro Disney SCA
Le 20 octobre 1994, la Walt Disney Company réduit sa participation au capital d'Euro Disney SCA à 39 % en vendant 10 %[7].
Le 18 novembre 2015, le groupe investit 49,2 millions d'€ pour conserver sa participation de 10% dans Euro Disney[8],[9].
- eBay (50 millions $ en 2000)
- HP (400 millions de $ dans Compaq en 2000 avant la fusion en 2002 avec HP)
- Ford
- Kodak (100 millions de $ en 2000)
- PepsiCo (50 millions $ en 2000)
- Procter & Gamble (50 millions $ en 2000)
- Gillette
- Walt Disney Company (50 millions $ en 2000)
- Coca-Cola

## Direction
| Fonction                              | Nom                            | Depuis |
| ------------------------------------- | ------------------------------ | ------ |
| Président du Conseil d'Administration | Al Waleed Ben Talal Al Saoud   | 1980   |
| Directeur-général                     | Talal ben Ibrahim Al-Maiman    | 1990   |
| Directeur financier                   | Mohammed Mahmoud Fahmy Soliman | 2013   |

## Actionnaires
Les principaux actionnaires en 2017 sont :
- Al-Walid ben Talal Al Saoud : 95 %
- La Française Asset Management : 0,81 %
- Talal ben Ibrahim Al-Maiman : 0,15 %
- Shadi Sadeek Sanbar : 0,13 %